# محمدمهدی عسگرپور
محمدمهدی عسگرپور علی (متولد ۱۳۴۲ تهران) فارغ‌التحصیل سینما از دانشکده صدا و سیما، تهیه‌کننده و کارگردان اهل ایران است
وی فعالیت هنری را سال ۱۳۶۶ با کارگردانی فیلم‌های کوتاه آغاز کرد. از دیگر فعالیت‌های جنبی او می‌توان به معاونت بخش جنگ بنیاد سینمایی فارابی، سرپرست مرکز سینمای تجربی، مدیر گروه کودک و نوجوان شبکه دوم، مدیرعامل بنیاد سینمایی فارابی، معاون هنری سازمان فرهنگی هنری شهرداری تهران، مدیرعامل خانه سینما و مدیرعامل خانه هنرمندان ایران اشاره کرد.
همچنین وی از سال ۱۳۸۹ نایب رئیس در حوزه آسیا فدراسیون بین‌المللی انجمن‌های تهیه‌کنندگان فیلم FIAPF می‌باشد. از آغاز همه‌گیری کرونا و استفاده بیشتر از شبکه نمایش خانگی و پلتفرم‌های پخش اینترنتی فیلم و سریال (VOD) انجمن صنفی وی او دی تشکیل و عسگرپور دبیر این انجمن شد.

## سوابق اجرایی
- مدیرعامل خانه هنرمندان ایران
- رئیس هیئت مدیره و مدیرعامل خانه سینما
- رئیس هیئت مدیره موزه موسیقی ایران
- معاون هنری سازمان فرهنگی هنری شهرداری تهران
- مدیرعامل بنیاد سینمایی فارابی
- قائم مقام مدیر شبکه ۲ سیما
- مدیر گروه کودک و نوجوان شبکه ۲ سیما
- معاونت واحد جنگ بنیاد سینمایی فارابی
- عضو بخش فرهنگی بنیاد سینمایی فارابی از دوره تأسیس بنیاد
- نایب رئیس فدراسیون بین‌المللی انجمن تهیه‌کنندگان فیلم (FIAPF)
- مدرس کارگردانی دانشگاه صداوسیما

## سوابق دبیری و داوری
- دبیر اولین جایزه جهانی پوستر ادیان توحیدی
- دبیر اولین سمپوزیوم بین‌المللی مجسمه‌سازی تهران
- دبیر جشن بزرگ سینمای ایران در دوره نهم
- دبیر بیستمین دوره جشنواره بین‌المللی فیلم فجر
- دبیر بیست و یکمین دوره جشنواره بین‌المللی فیلم فجر
- دبیر جشنواره فیلم کودک و نوجوان اصفهان
- دبیر جشنواره بین‌المللی فیلم خزر مازندران
- داور جشنواره بین‌المللی فیلم زردآلوی طلایی ایروان
- داور سی و هشتمین جشنواره فیلم فجر
- داور جشنواره کیتزبوهل اتریش
- داور جشنواره ملی بهار
- داور جشنواره بین‌المللی فیلم کوتاه تهران

## کارگردانی فیلم
- مهمان داریم (۱۳۹۲)
- هفت و پنج دقیقه (۱۳۸۷)
- اقلیما (۱۳۸۵)
- قدمگاه (۱۳۸۲)
- پرواز در نهایت (۱۳۶۹)

## کارگردانی مجموعه تلویزیونی
- رهایم نکن (۱۳۹۷)
- نفس گرم (۱۳۹۴)[۱]
- شیدایی (۱۳۹۰)
- جراحت (۱۳۸۹)
- اتوبوس (۱۳۸۸)
- گل‌های گرمسیری (۱۳۸۷)
- روح‌الله (۱۳۷۴)
- نقطهٔ اوج (۱۳۷۱)

## نویسنده
- مهمان داریم(۱۳۹۲)
- اقلیما (۱۳۸۵)
- پرواز در نهایت (۱۳۶۹)

## تهیه‌کننده
- ماجان (۱۳۹۵)
- متولد ۶۵ (۱۳۹۴)
- پرواز در نهایت (۱۳۶۹)

## جوایز و انتخاب‌ها
- کاندیدای سیمرغ بلورین بهترین کارگردانی (قدمگاه)

دوره ۲۲ جشنواره فیلم فجر (مسابقه سینمای ایران) - سال ۱۳۸۲
- کاندیدای سیمرغ بلورین بهترین فیلم اول و دوم (قدمگاه)

دوره ۲۲ جشنواره فیلم فجر (فیلم‌های اول و دوم) - سال ۱۳۸۲
- برنده سیمرغ بلورین بهترین اثر هنر و تجربه جشنواره فجر دوره ۲۲
- برنده سیمرغ بلورین بهترین فیلم در بخش فیلمهای دوم کارگردان جشنواره فجر دوره۲۲
- کاندیدای سیمرغ بلورین بهترین کارگردانی (اقلیما)[دوره ۲۵ جشنواره فیلم فجر (مسابقه سینمای ایران) - سال ۱۳۸۵]
- کاندیدای سیمرغ بلورین بهترین کارگردانی (مهمان داریم)

دوره ۳۲ جشنواره فیلم فجر (مسابقه سینمای ایران)-سال۱۳۹۲
- جایزه بهترین فیلم آسیایی

جشنواره فیلم فجر (مسابقه بین‌الملل)-سال۱۳۹۲